# Sióagárd
Sióagárd egy község Tolna vármegyében, a Szekszárdi járásban.

## Fekvése
Sióagárd a Mezőföld déli csücskén, a Sió és Sárvíz közötti hátságon, a megyeszékhelytől, Szekszárdtól nyolc kilométerre fekszik. 
A közvetlenül határos települések: észak felől Medina, északkelet felől Szedres, délkelet felől Szekszárd Palánk nevű városrésze, délnyugat felől Zomba-Szentgálszőlőhegy, nyugat felől pedig Harc.
A síkra épült falu mellett magasodik a Leányvár, a hegyhát legdélibb nyúlványa, mögötte a Szekszárdi-dombság lankái látszanak. A Sárvíz és a Völgységi-patak a település délkeleti határában érkezik a Sióba, amely Szekszárd után a Dunába torkollik. A Sárvíz hajdan rendkívül fontos vízfolyás volt, ugyanis a hajózható folyók közé tartozott, ám a 18–19. századi szabályozási munkákkal megszüntették hajózhatóságát, mintegy 35 kilométerrel megrövidítették és a Duna helyett a Sióba vezették, ugyanis eredetileg a Sió ömlött a Sárvízbe, és nem fordítva.

### Megközelítése
Déli határszélén húzódik a Szekszárd-Siófok közti 65-ös főút, így ez a legfontosabb közúti elérési útvonala. Központja tekintetében azonban zsáktelepülésnek tekinthető, mert közúton csak a főútból kiágazó 63 123-as számú mellékúton közelíthető meg.

## Története
Az első emberek megjelenésében, majd évezredekkel később a falu kialakulásában a víznek, a Sár vizének volt meghatározó szerepe. Akkor a vidék hatalmas kiterjedésű, többé-kevésbé összefüggő mocsárvilágot alkotott. Előkerültek olyan edénytöredékek, melyeket a vonaldíszes kultúra jellegzetes, bekarcolt mintái ékesítettek. A vidék különösen gazdag bronzkori leletekben. Nemcsak tárgyak, hanem kora bronzkori házak nyomai is előkerültek a falutól pár kilométerre.
A középkorban fejlett tógazdálkodás és halászat folyt itt. A 18. században megkezdődött a vízszabályozás, mely Agárd számára is megnyitotta az utat a mezőgazdasági termelés előtt. Az állattartás feltételeit a falu szűk határai igencsak megnehezítették.
A török megszállás idején a tizenöt éves háború pusztítása jóvátehetetlen volt a falu életében. A magyar népesség teljes egészében elhagyta. A konszolidációt elősegítendő a törökök az elhagyott faluhelyet délszláv telepesekkel telepítették be. Agárd 1715-re települt újra, százszázalékosan rác népességgel. Az első magyarok az 1720-as évek végén telepedtek le a községben, a tótokkal együtt. Utóbb a rácok egészében elvándoroltak, így összeállt a falu mai korra jellemző magyar népessége.
A Rákóczi-szabadságharctól az 1848-as forradalomig megteremtődtek annak a békés fejlődésnek a feltételei, melynek során benépesültek az elhagyott falvak, megszelídült az elvadult táj.  A mezővárosi fejlődés feltételei itt soha nem alakultak ki, a természetföldrajzi tényezők együtthatásának köszönhetően.
1879-ben ért véget a birtokrendezés a szekszárdi uradalom és a község között, melynek eredményeképpen részletekig menően tisztázták a tulajdonviszonyokat. A mezőgazdaság tőkés átalakulása, a feudális kötöttségek felszámolása a parasztgazdaságok számára a fejlődés új lehetőségét kínálta. A 19. század végén indult polgárosodás lassú lépésekkel indult Sióagárdon, a paprikatermelésből befolyó extra jövedelemnek köszönhetően átalakult a falu képe is. Új házak épültek, rendezték az utcák vonalvezetését, artézi kutat fúrtak; és ebben a korszakban alakult ki a jómódú középparasztság ízlésvilágát és vagyoni helyzetét tükröző jellegzetes agárdi viselet is, amely a bor és a paprika mellett a község egyik ismertetőjelévé vált.
A meginduló fejlődést a háború és a forradalmak törték meg. 1945 után a termelőszövetkezeti mozgalom felszámolta a parasztgazdaságokat, a nagyüzemi termelési módszerek mellett egyre kevesebb munkáskézre volt szükség, a közeli megyeszékhely vonzása pedig az ipartelepítések miatt egyre erőteljesebbé vált.
Napjainkra egyre többen költöznek a városközeli, természeti szépségekben és kulturális hagyományokban gazdag településre.

## Közélete

### Polgármesterei
- 1990–1994: Málinger József (független)[3]
- 1994–1998: Málinger József (független)[4]
- 1998–2002: Háry János (független)[5]
- 2002–2006: Háry János (független)[6]
- 2006–2010: Háry János (független)[7]
- 2010–2014: Háry János (Fidesz-KDNP)[8]
- 2014–2019: Gerő Attila (Fidesz-KDNP)[9]
- 2019–2024: Gerő Attila (Fidesz-KDNP)[10]
- 2024– : Gerő Attila (Fidesz-KDNP)[1]

## Népesség
A település népességének változása:
| Lakosok száma | 1236 | 1226 | 1239 | 1138 | 1212 | 1183 | 1186 |
|               | 2013 | 2014 | 2015 | 2021 | 2022 | 2023 | 2024 |

A 2011-es népszámlálás során a lakosok 90,4%-a magyarnak, 9,9% németnek, 0,3% románnak mondta magát (9,6% nem nyilatkozott; a kettős identitások miatt a végösszeg nagyobb lehet 100%-nál). A vallási megoszlás a következő volt: római katolikus 65,1%, református 4,2%, evangélikus 0,6%, felekezeten kívüli 12,4% (17,3% nem nyilatkozott).
2022-ben a lakosság 92,7%-a vallotta magát magyarnak, 4,5% németnek, 0,7% cigánynak, 0,2% görögnek, 0,2% ruszinnak, 2,3% egyéb, nem hazai nemzetiségűnek (7,1% nem nyilatkozott; a kettős identitások miatt a végösszeg nagyobb lehet 100%-nál). Vallásuk szerint 47% volt római katolikus, 3,6% református, 0,9% evangélikus, 0,2% görög katolikus, 1,3% egyéb keresztény, 1,7% egyéb katolikus, 16,3% felekezeten kívüli (28,9% nem válaszolt).

## Nevezetességei
- Tájház